# Gareth Barry
Gareth Barry (Hastings, Inglaterra, Reino Unido, 23 de febrero de 1981) es un exfutbolista inglés que jugaba como centrocampista. Su último equipo fue el West Bromwich Albion F. C. de Inglaterra. Es el jugador con más partidos jugados en la Premier League, con un total de 653 partidos.

## Trayectoria

### Aston Villa

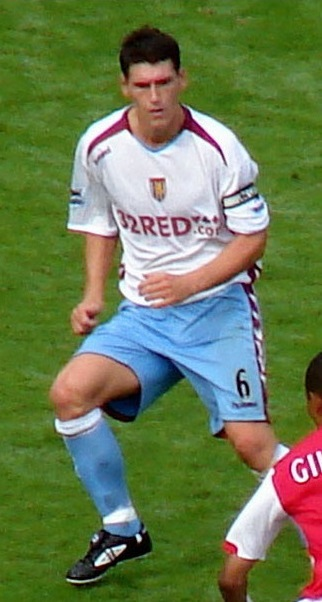
Gareth Barry jugando para el Aston Villa en agosto de 2006.

Llegó a las categorías inferiores del Aston Villa en 1997 procedente del Brighton & Hove Albion por 2,5 millones de libras. En enero de 1998 fue ascendido al equipo profesional y debutó el 2 de mayo ante el Sheffield Wednesday. Comenzó jugando como defensa central, pasando luego al lateral izquierdo, posteriormente al lado centro-izquierdo del mediocampo, siendo un jugador muy polivalente. Finalmente se estableció como un fijo en el centro del campo del Aston Villa, siendo nombrado capitán y parte fundamental de su equipo. Formó parte del equipo que perdió la final de la FA Cup de 2000 por 1-0 ante el Chelsea.
Durante el partido de liga contra el Bolton Wanderers el 28 de octubre de 2007 se convirtió en el jugador más joven en jugar 300 partidos la Premier League (con 26 años y 247 días), batiendo el récord de Frank Lampard. En noviembre de 2007, se informó que Aston Villa le otorgó un testimonio, a la edad de sólo 26 años, para reconocer sus 10 años en el club. En mayo de 2008, el Liverpool hizo una serie de ofertas para comprar a Barry, las cuales fueron rechazadas por el Aston Villa.
Al comienzo de la temporada 2008-2009 fue criticado públicamente por su entrenador, Martin O'Neill, acusándolo no querer continuar en el club. Además, el declaró su deseo de unirse al Liverpool con el fin de competir en la Liga de Campeones. Barry fue sancionado por dar una entrevista no autorizada. Entonces fue despojado de la capitanía del equipo (pasando al danés Martin Laursen), multado económicamente y la prohibición de entrenar con el primer equipo del Aston por 2 semanas. Tras la lesión de Laursen, la capitanía fue devuelta a Barry en enero de 2009. Debido a su relación tirante con el director técnico y su deseo de cambiar de aires, esta fue su última temporada en el club. En total, Gareth Barry hizo 441 apariciones con el Aston Villa Football Club, anotando 52 goles y coronándose campeón dos veces de la Copa Intertoto de la UEFA.

### Manchester City
El 2 de junio de 2009 fue trasferido al Manchester City por un precio de 12 millones £, firmando un contrato por cinco años. Hizo su debut en la temporada 2009-10 con el City en el partido de liga contra el Blackburn Rovers en Ewood Park, jugando los 90 minutos en la victoria por 2-0. Anotó su primer gol el 20 de septiembre en la derrota 4-3 ante el Manchester United en Old Trafford.
Fue titular del equipo que se coronó campeón de la FA Cup 2010-11 ante el Stoke City, cortando una racha de 35 años sin que el club salga campeón.
Jugó 34 partidos en la Premier League en la temporada 2011-12. Esta temporada fue muy importante porque el Manchester City ganó el título de liga después de 44 años. El 11 de diciembre de 2012 fue acusado de mala conducta por la The Football Association, y dos días después fue multado con 8000 £ y suspendido por un partido por el delito de insultar a un árbitro del partido. La temporada 2012-13 sería la última de Barry en el City. en sus cuatro temporadas jugó 175 partidos, convirtió 8 goles y salió campeón en dos oportunidades.

### Everton

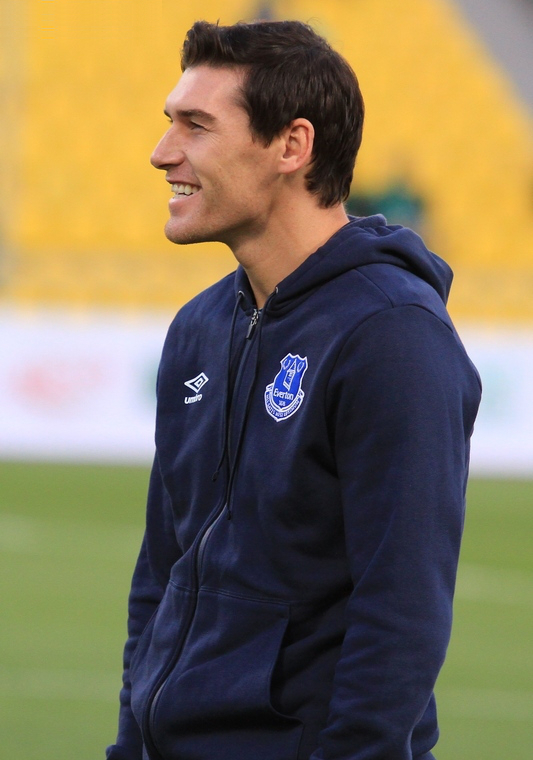
Gareth Barry en Everton, año 2014.

El 2 de septiembre de 2013 fue cedido al Everton F. C. por una temporada. Debutó el 15 de septiembre en la victoria 1-0 ante el Chelsea. El 30 de septiembre, en la victoria 3-2 sobre el Newcastle United, jugó su partido 500 en la Premier League. Anotó su primer gol el 19 de octubre en la victoria 2-1 ante el Hull City.
El 30 de junio de 2014 terminó su préstamo, pero a la vez acabó su contrato con el Manchester City, dejándolo con el pase en su poder. El 7 de julio fichó nuevamente por el Everton F. C. en calidad de libre, firmando un contrato por tres años. Esa temporada no tuvo grandes repercusiones, pero el 26 de diciembre consiguió el récord del ser primer futbolista en la era de la Premier League que llegaba a las 100 tarjetas amarillas.
El 17 de septiembre de 2016, en la victoria 3-1 ante el Middlesbrough, se convirtió en el tercer jugador, después de Ryan Giggs y Frank Lampard, en alcanzar los 600 partidos en la Premier League.

### West Bromwich Albion
En agosto de 2017 el West Bromwich Albion F. C. anunció su incorporación. El 25 de septiembre logró convertirse en el jugador que más partidos había jugado en la Premier League tras superar los 632 de Ryan Giggs.
Al término de la temporada 2018-19 abandonó el club tras finalizar su contrato. Sin embargo, con la llegada de Slaven Bilić al banquillo del club, en agosto de 2019 se confirmó que se le ofrecería un nuevo contrato si conseguía recuperarse de sus problemas físicos. El 4 de noviembre firmó nuevamente con el club hasta final de temporada.
El 27 de agosto de 2020 anunció su retirada.

## Selección nacional
Fue internacional con la selección de fútbol de Inglaterra en 53 ocasiones y anotó 3 goles.

### Clasificación para la Eurocopa
| Fase de clasificación                     | Sede              | Resultado    | Posición | Partidos | Goles | Asistencias |
| ----------------------------------------- | ----------------- | ------------ | -------- | -------- | ----- | ----------- |
| Clasificación para Austria y Suiza 2008   | Austria y Suiza   | No clasificó | 3.º      | 5        | 0     | 3           |
| Clasificación para Polonia y Ucrania 2012 | Polonia y Ucrania | Clasificado  | 1.º      | 6        | 0     | 1           |
| Total                                     | Total             | Total        | Total    | 11       | 0     | 3           |

### Participaciones en Eurocopas
| Eurocopa      | Sede                   | Resultado      | Partidos | Goles | Asistencias |
| ------------- | ---------------------- | -------------- | -------- | ----- | ----------- |
| Eurocopa 2000 | Bélgica y Países Bajos | Fase de grupos | 0        | 0     | 0           |
| Total         | Total                  | Total          | 0        | 0     | 0           |

### Clasificación para el Mundial
| Fase de clasificación                 | Sede                  | Resultado   | Posición | Partidos | Goles | Asistencias |
| ------------------------------------- | --------------------- | ----------- | -------- | -------- | ----- | ----------- |
| Clasificación para Corea y Japón 2002 | Corea del Sur y Japón | Clasificado | 1.º      | 2        | 0     | 0           |
| Clasificación para Sudáfrica 2010     | Sudáfrica             | Clasificado | 1.º      | 8        | 1     | 0           |
| Total                                 | Total                 | Total       | Total    | 10       | 1     | 0           |

### Participaciones en Copas del Mundo
| Mundial                        | Sede      | Resultado        | Partidos | Goles | Asistencias |
| ------------------------------ | --------- | ---------------- | -------- | ----- | ----------- |
| Copa Mundial de Fútbol de 2010 | Sudáfrica | Octavos de final | 3        | 0     | 0           |
| Total                          | Total     | Total            | 3        | 0     | 0           |

## Estadísticas

### Clubes
| Aston Villa F. C. Inglaterra | 1.ª           | 1997-98       | 2   | 0  | 0  | 0 | 0  | 0 | 2   | 0  |
| Aston Villa F. C. Inglaterra | 1.ª           | 1998-99       | 32  | 2  | 2  | 0 | 3  | 0 | 37  | 2  |
| Aston Villa F. C. Inglaterra | 1.ª           | 1999-00       | 30  | 1  | 14 | 0 | —  | — | 44  | 1  |
| Aston Villa F. C. Inglaterra | 1.ª           | 2000-01       | 30  | 0  | 4  | 0 | 4  | 1 | 38  | 1  |
| Aston Villa F. C. Inglaterra | 1.ª           | 2001-02       | 20  | 0  | 1  | 0 | 7  | 0 | 28  | 0  |
| Aston Villa F. C. Inglaterra | 1.ª           | 2002-03       | 35  | 3  | 5  | 1 | 4  | 0 | 44  | 4  |
| Aston Villa F. C. Inglaterra | 1.ª           | 2003-04       | 36  | 3  | 7  | 1 | —  | — | 43  | 4  |
| Aston Villa F. C. Inglaterra | 1.ª           | 2004-05       | 34  | 7  | 2  | 1 | —  | — | 36  | 8  |
| Aston Villa F. C. Inglaterra | 1.ª           | 2005-06       | 36  | 3  | 6  | 3 | —  | — | 42  | 6  |
| Aston Villa F. C. Inglaterra | 1.ª           | 2006-07       | 35  | 8  | 4  | 1 | —  | — | 39  | 9  |
| Aston Villa F. C. Inglaterra | 1.ª           | 2007-08       | 37  | 9  | 3  | 0 | —  | — | 40  | 9  |
| Aston Villa F. C. Inglaterra | 1.ª           | 2008-09       | 38  | 5  | 2  | 0 | 8  | 3 | 48  | 8  |
| Aston Villa F. C. Inglaterra | Total club    | Total club    | 365 | 41 | 50 | 7 | 26 | 4 | 441 | 52 |
| Manchester City F. C. Inglaterra | 1.ª           | 2009-10       | 34  | 2  | 9  | 1 | —  | — | 43  | 3  |
| Manchester City F. C. Inglaterra | 1.ª           | 2010-11       | 33  | 2  | 7  | 0 | 7  | 0 | 47  | 2  |
| Manchester City F. C. Inglaterra | 1.ª           | 2011-12       | 34  | 1  | 3  | 0 | 7  | 0 | 44  | 1  |
| Manchester City F. C. Inglaterra | 1.ª           | 2012-13       | 31  | 1  | 6  | 1 | 4  | 0 | 41  | 2  |
| Manchester City F. C. Inglaterra | Total club    | Total club    | 132 | 6  | 25 | 2 | 18 | 0 | 175 | 8  |
| Everton F. C. Inglaterra | 1.ª           | 2013-14       | 32  | 3  | 5  | 0 | —  | — | 37  | 3  |
| Everton F. C. Inglaterra | 1.ª           | 2014-15       | 33  | 0  | 2  | 0 | 9  | 0 | 44  | 0  |
| Everton F. C. Inglaterra | 1.ª           | 2015-16       | 33  | 0  | 6  | 0 | —  | — | 39  | 0  |
| Everton F. C. Inglaterra | 1.ª           | 2016-17       | 33  | 2  | 1  | 0 | —  | — | 34  | 2  |
| Everton F. C. Inglaterra | 1.ª           | 2017-18       | 0   | 0  | 0  | 0 | 1  | 0 | 1   | 0  |
| Everton F. C. Inglaterra | Total club    | Total club    | 131 | 5  | 14 | 0 | 10 | 0 | 155 | 5  |
| West Bromwich Albion F. C. Inglaterra | 1.ª           | 2017-18       | 25  | 1  | 4  | 0 | —  | — | 29  | 1  |
| West Bromwich Albion F. C. Inglaterra | 2.ª           | 2018-19       | 24  | 1  | 2  | 0 | —  | — | 26  | 1  |
| West Bromwich Albion F. C. Inglaterra | 2.ª           | 2019-20       | 3   | 0  | 3  | 0 | —  | — | 6   | 0  |
| West Bromwich Albion F. C. Inglaterra | Total club    | Total club    | 52  | 2  | 9  | 0 | 0  | 0 | 61  | 2  |
| Total carrera | Total carrera | Total carrera | 680 | 54 | 98 | 9 | 54 | 4 | 832 | 67 |
| (1) Incluye datos de Copa de la Liga de Inglaterra, FA Cup y Community Shield. (2) Incluye datos de Liga de Campeones de la UEFA, Liga Europa de la UEFA y Copa Intertoto de la UEFA. |               |               |     |    |    |   |    |   |     |    |

### Resumen estadístico
| Competición             | Partidos | Goles |
| ----------------------- | -------- | ----- |
| Premier League          | 628      | 52    |
| FA Cup                  | 45       | 4     |
| Copa de la Liga         | 43       | 5     |
| Community Shield        | 1        | 0     |
| Copas internacionales   | 53       | 4     |
| Selección de Inglaterra | 53       | 3     |
| Total                   | 823      | 68    |

## Palmarés

### Campeonatos nacionales
| Título           | Club                  | País       | Año     |
| ---------------- | --------------------- | ---------- | ------- |
| FA Cup           | Manchester City F. C. | Inglaterra | 2010-11 |
| Premier League   | Manchester City F. C. | Inglaterra | 2011-12 |
| Community Shield | Manchester City F. C. | Inglaterra | 2012    |

### Campeonatos internacionales
| Título                    | Club              | País       | Año  |
| ------------------------- | ----------------- | ---------- | ---- |
| Copa Intertoto de la UEFA | Aston Villa F. C. | Inglaterra | 2001 |
| Copa Intertoto de la UEFA | Aston Villa F. C. | Inglaterra | 2008 |